# Helmut de Raaf
Temple de la renommée allemand :
Helmut de Raaf (né le 25 novembre 1961 à Neuss (Rhénanie-du-Nord-Westphalie)) est un gardien de but allemand de hockey sur glace devenu entraîneur. Il est membre du Temple de la renommée du hockey allemand.

## Carrière
Helmut de Raaf joue les saisons 1980-1981 à 1982-1983 chez les DEG Metro Stars, les saisons 1983-1984 à 1987-1988 chez les Kölner Haie. Il retourne jusqu'en 1996 à Düsseldorf qui le prête pour une saison aux Moskitos Essen puis à Grefrather EC. Il ne joue pas la saison 1996-1997. De 1998 à 2001, il revient en élite avec les Adler Mannheim où il devient double champion d'Allemagne. Au total, il gagne neuf titres.
Dans les années 90, il est gardien de l'équipe d'Allemagne de hockey sur glace.
Il finit sa carrière à Mannheim où il devient l'entraîneur de l'équipe des jeunes, les Jungalder.

## Palmarès
- 9 fois champion d'Allemagne (détenteur du record)
- Participation au championnat du monde : 1987, 1990, 1991, 1992, 1993
- Participation aux Jeux Olympiques[2] : 1988, 1992, 1994
- 9 fois champion d'Allemagne comme entraîneur des jeunes de Mannheim (2002 à 2006, 2008 à 2010, 2012)